# 上山村 (愛媛県)
上山村（かみやまむら）は、愛媛県の東予地方の宇摩郡にあった村。1954年（昭和29年）に新立村との2村の合併により新宮村となり、自治体としては消滅した。その後、新宮村は平成の大合併で四国中央市となり、現在に至っている。四国山地の山中、徳島県境に位置する。

## 地理
四国山地の山中。銅山川の流域で、川の両岸の山肌に小規模な集落が点在する。北の川之江との境には法皇山脈が横たわる。銅山川の川下に当たる徳島県山城地域との交流がふるくからあった。塩塚峰の北西に比較的なだらかな地があり、畑地や茶園が開かれている。
山
塩塚峰
河川
銅山川
村名の由来
不詳

## 歴史

### 略史
古代
- 弥生時代のものとみられる銅矛が出土しており、古くから人が住み着いていたものと推察されている。

中世
- 豪族豊田氏が当地を支配していたと推定されている。徳島と銅山川でつながっていることから、中世以降、武士たちが川に沿ったルートで行き交った。

江戸時代
めまぐるしく変遷を遂げている。
- はじめ松山藩領
- 1636年（寛永13年） - 一柳氏領
- 1643年（寛永20年） - 幕府領、松山藩預かり
- 1698年（元禄11年） - 今治藩領

### 村の沿革
- 1889年（明治22年） - 町村制施行に伴い、上山（かみやま）村の区域をもって、宇摩郡上山村（かみやまむら）が発足する。
- 1954年（昭和29年）3月31日 -　新立村及び上山村が合併し、新宮村が発足する。

```
上山村の系譜
（町村制実施以前の村）　（明治期）　　　　　　　（昭和の合併）　（平成の合併）
　　　　　　　　　　　　町村制施行時
　　　　　　　　　　　　　　　　　　　　　　昭和29年3月31日
上山　　━━━━━━　上山村　━━━━┓　 　合併
　　　　　　　　　　　　　　　　　　　┣━　新宮村━━━━━━┓平成16年4月1日
　　　　　　　　　　　新立村　━━━━┛　　　　　　　　　　　┃新設合併
　　　　　　　　　　　　　　　　　　　　　　　　　　　　　　　┣四国中央市
　　　　　　　　　　　　　　　　　　　　川之江市━━━━━━━┫
　　　　　　　　　　　　　　　　　　　　伊予三島市━━━━━━┫
　　　　　　　　　　　　　　　　　　　　土居町━━━━━━━━┛
　　　　　　　　　　　　　　　　　　　　　　　　　
（注記）上山村以外の合併以前の系譜はそれぞれの市町村の記事を参照のこと。

```

## 地域
明治の合併時に1か村がそのまま明治の村となったため、大字はなし。
昭和の合併により新宮村となってから大字上山。
平成の合併により四国中央市になってからは、大字を省き、「村」を「町」に変更する。
例 四国中央市新宮町上山

## 産業
山地が大半の典型的な山村。

## 交通
鉄道はなし。最寄り駅は川之江駅。